# Henri Dieupart
Henri Dieupart, fue un pintor y escultor francés que trabajó en el  estilo art déco. Trabajó junto a los hermanos Simonet en el diseño de lámparas.

## Vida y obras
Alumno de Jean-Antoine Injalbert.
Fue miembro de la Sociedad de los artistas franceses y es mencionado como escultor en el diccionario  Bénézit 
Asociado con los hermanos cristaleros Simonet, se dedicó al diseño de objetos, como jarrones con formas de animales, lámparas y relojes
En 1929 presentó al  Salón de los Artistas Decoradores de París, algunas lámparas en estilo art déco
Fue amigo del alcalde comunista de Alfortville, Marcel Capron (1929 1939). Para el ayuntamiento de esta población realizó una serie de pinturas murales en 1937. Al año siguiente realizó otras pinturas para el centro escolar de la misma población
Entre las mejores y más conocidas obras de Henri Dieupart se incluyen las siguientes:
- La primavera, escultura de 1928, que representa a una mujer joven; instalada en la Square del Doctor Jacques-Joseph Grancher del XX Distrito de París.